# Château de Montreuil-en-Touraine
Le château de Montreuil-en-Touraine est un château situé à Montreuil-en-Touraine, dans le département français d'Indre-et-Loire.
Le château actuel est construit à partir du XVe siècle. Ses façades et les deux cheminées intérieures sont inscrites aux monuments historiques par arrêté du 15 octobre 1974 mais le corps de logis, en mauvais état, a perdu sa toiture et sa charpente pendant l'hiver 1980-1981.

## Historique

### Du Moyen Âge auXVIIIesiècle
Le fief relevait de la baronnie de Vernou, elle-même relevant des archevêques de Tours. 
Il existait un château primitif, sans doute partiellement construit en bois : en effet, des éléments de charbon de bois ont été trouvés à deux mètres de profondeur à l'extérieur du château, côté nord (cour), sans doute vestiges du bois qui a servi à la construction ou à sa charpente. Le château actuel date en grande partie du XVe siècle. Une cave voûtée en sous-sol complète l'ensemble.

### De la Révolution auXXesiècle: délabrement progressif

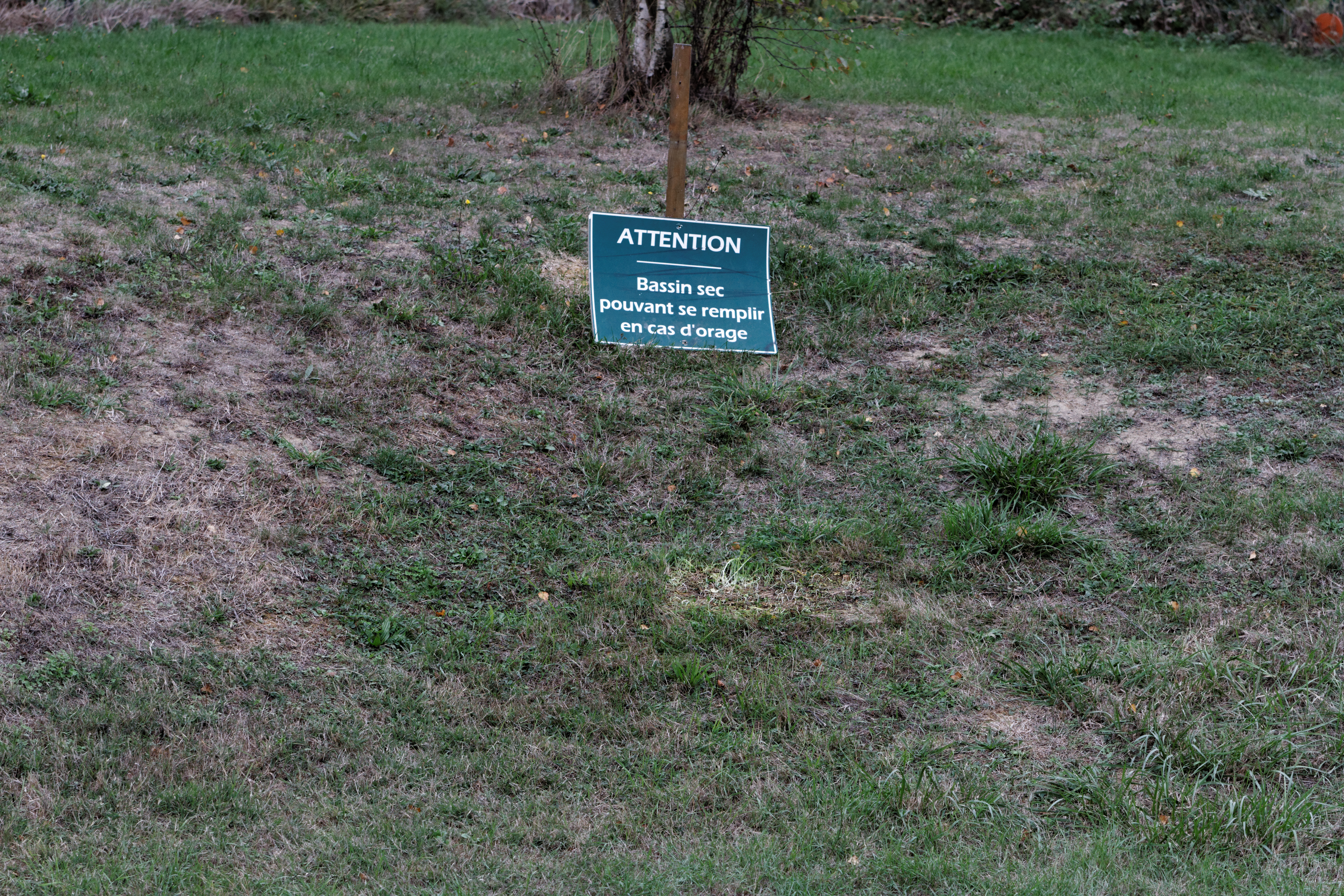
Douves du château.

En 1794, le château est confisqué à la famille de Bridieu qui s'est exilée au moment de la Révolution et vendu comme bien national le 4 juin 1794 à Jean-François Lemarié (ou Le Marié), ancien fermier du domaine, pour la somme de 53 200 livres. Il est déjà en très mauvais état. Au milieu du XIXe siècle, un acte de donation évoque l'hypothèse d'une démolition du logis principal (hormis la cave), largement ruiné. Le château reste propriété de la famille Lemarié, puis de la famille Hogou par voie de mariage, qui l'utilise comme grange, jusqu'en 1976. Cette année-là, il est acquis par la société civile immobilière de Monstereul qui ne peut procéder à sa restauration totale — seuls les sols sont refaits. La toiture et la charpente s'effondrent durant l'hiver 1980-1981,.Les douves qui ceinturaient le château existent toujours au sud et à l'ouest du corps de logis ; elle se remplissent temporairement à la faveur de fortes pluies.

### XXesiècle: sauvegarde du château

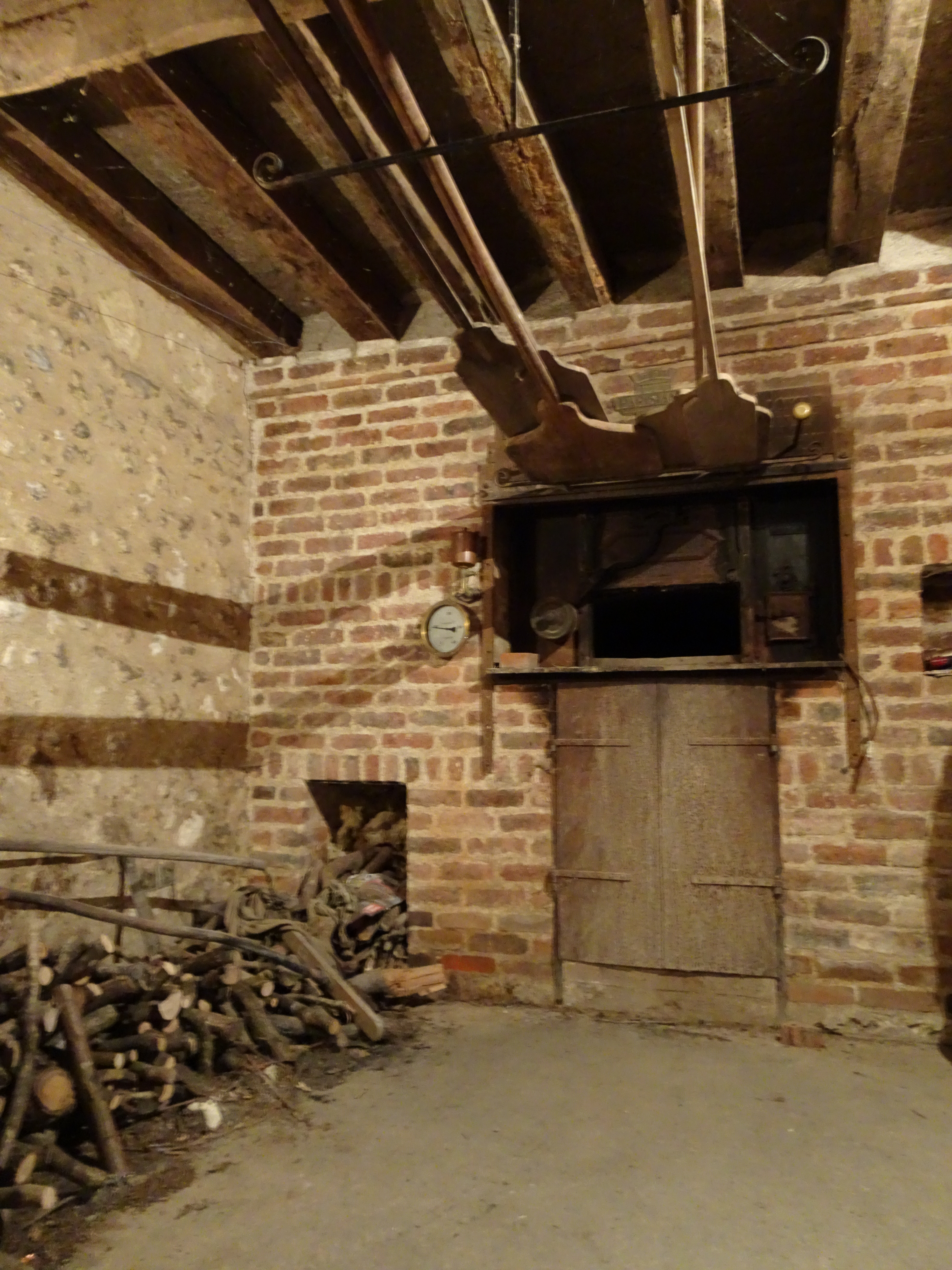
Le four à pain.

En 1989, c'est la commune de Montreuil-en-Touraine qui rachète le logis principal, pour 160 000 francs, ainsi que la grange connexe, que la municipalité souhaite transformer en salle des fêtes. Une association de sauvegarde du château s'est constituée le 20 avril 1990,. La commune de Montreuil, propriétaire du château, s'y engage à mettre à disposition de l'association le bâtiment et ses abords immédiats. L'association, quant à elle, s'engage à contribuer à la préservation des bâtiments, à préparer une future restauration et à proposer des animations in situ. Par ailleurs, chacune des parties pourra disposer du château lors d'événements spécifiques. Une toiture provisoire en tôle est installée pendant l'été 1990 pour protéger le château.
En 1991, l'association construit un four à l'ancienne, puis, en 1993, consolide la structure et des éléments intérieurs et installe une toiture provisoire. En 1997, elle change les poutres maîtresses et aménage la cave,. Dans ce cadre, elle a organisé une fête du pain chaque deuxième samedi de septembre durant une vingtaine d'années, et des ateliers de restauration de l'édifice.

### Propriétaires
Liste établie d'après Carré de Busserolle, publiée dans le bulletin municipal de Montreuil (2010)
- 1073 : Girard, chevalier
- 1100 : Renault, trésorier de Saint-Martin
- Début du  XIIIe siècle : Guillaume de Mauléon/de Montléon (à Auzouer ; cité dans les actes de 1200, 1218 et 1228), chevalier banneret de Touraine
- 1245 : Jourdain de Preuilly
- 1251 : Chevalier Gerais, seigneur de Chançais
- 1313 : Guillaume de la Rajace
- 1340 : Jeanne de Beauçay, mariée en premières noces à Geoffroy de Beaumont, en secondes noces avec Charles d'Artois[13]
- 1438 : Jean de Béthune
- 1465 : Antoinette de Maignelais, épouse d'André de Villequier, vicomte de La Guerche, favorite de Charles VII, cousine d'Agnès Sorel.
- 1540 : Louis Dubois, seigneur des Arpentis
- 1613 : Blaise de Chaumejan, marquis de Fourilles, baron d'Huriel, capitaine des gardes du roi, gentilhomme de sa chambre
- 1636 : Marie Testu, épouse de René de Chaumejan, grand maréchal du logis du roi, conseiller d'État et gouverneur de Touraine, vend à Jacques de La Baume Le Blanc
- 1642 : Jacques Bouault, seigneur de la Berrurerie, lieutenant-colonel de chevau-légers
- 1704-1705 : Antoine Bergeron de la Goupillière, seigneur de Montreuil-en-Touraine et Neuilly, intendant de justice de la province de Sarre et des armées du roi[14]. Sa fille, Marie Geneviève, épouse Charles Paul Jacques Joseph de Bridieu en 1719 (cf. Man8Rove) ;
- 1768 : leur fils, Charles Marie Joseph de Bridieu meurt en 1774 ; il était marié à Marie-Catherine Le Boucher de Verdun.
- 4 juin 1794 : Jean-François Lemarié, cultivateur, agent public et maire à partir de 1808. Le domaine reste propriété de la famille jusqu'en 1976[3].
- 1976 : « Société civile immobilière de Monstereul »
- 1989 : commune de Montreuil-en-Touraine

## Architecture et mobilier

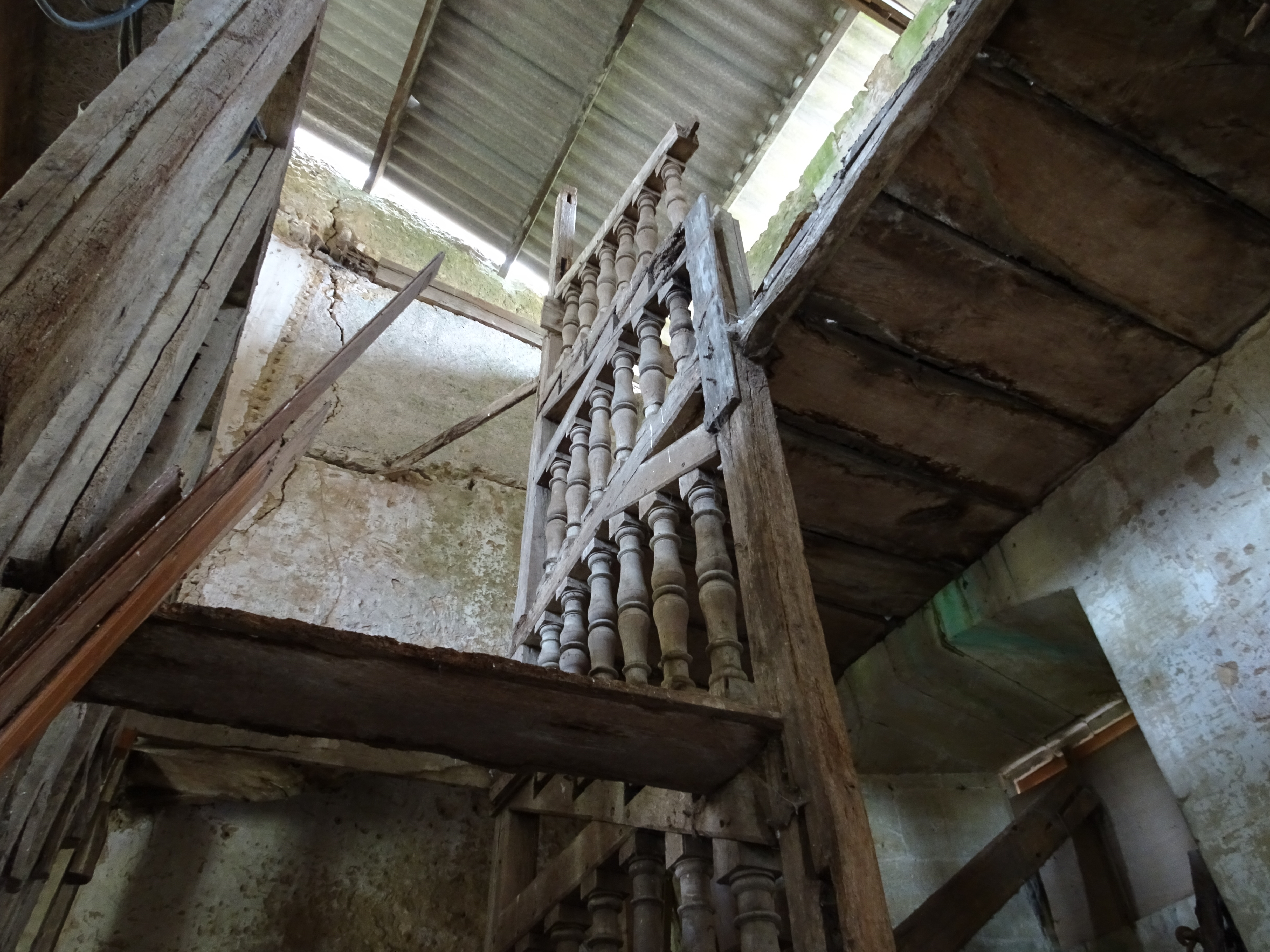
Les escaliers du château.

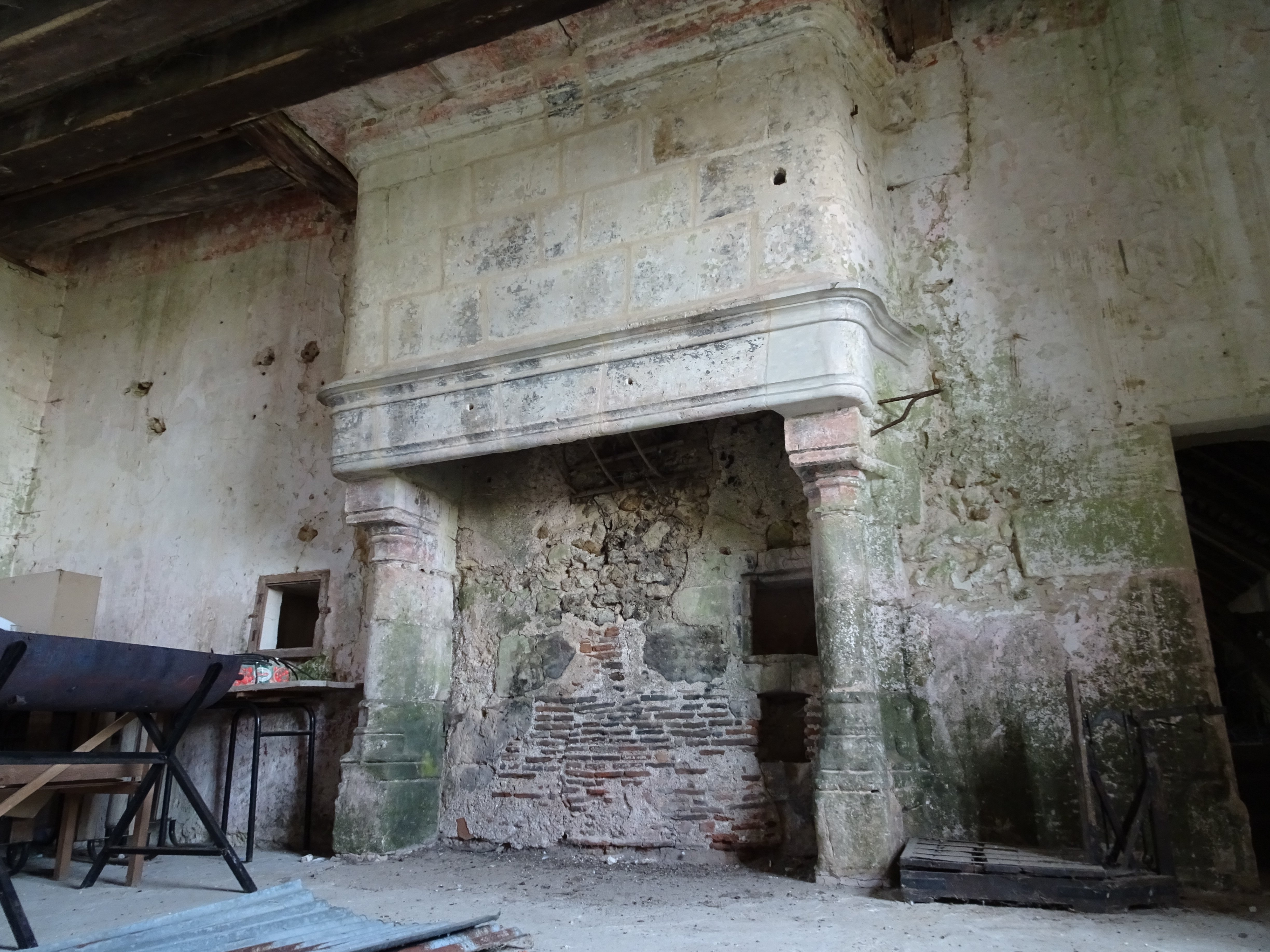
La cheminée du chateau, inscrite monument historique.

Le château a un plan rectangulaire. La toiture en ardoise d'origine s'appuyait sur un pignon à rondelis sur la façade est. Lors de sa vente comme bien national en 794, le procès-verbal d'adjudication cite « le ci-devant chasteau de Montreuil, composé d'une ancienne carcasse de bâtiment », précisant qu'il était alors situé « sur une isle, entouré de douves avec au nord un pont en bois sur piliers de pierres ». Le cadastre de 1809 atteste encore de cet état. Les douves en eau, dont les parties ouest et sud existent encore, ont depuis été comblées. 
La façade principale a été plusieurs fois modifiée : ainsi, une porte d'entrée de style gothique a été bouchée, tandis qu'une porte monumentale a été percée à côté (fin XVIe siècle ou début XVIIe siècle). Au-dessus de la porte d'origine, une fenêtre rebouchée elle aussi date du XVe siècle, elle est décorée de pilastres plats à bases et à chapiteaux, elle a été remplacée par une porte à fronton courbe style Louis XIII. Les fenêtres ont été ré-amémagées au XVIIe siècle, avec des meneaux de bois de section arrondie, dont la rencontre de la croix est faite d'un cabochon carré saillant. Leurs menuiseries et les volets intérieurs datent de la même époque. À l'intérieur, des pièces ont conservé les carrelages d'époque et les poutraisons. Deux cheminées monumentales inscrites au titre des monuments historiques par l'arrêté du 15 octobre 1974, et un escalier de bois d'un seule volée tournant à droite, avec à chaque niveau des rampes à balustres de plan carré du XVIIe siècle correspondant à la nouvelle porte, datent vraisemblablement du XVIe ou XVIIe siècle.